# 2014-es népszavazás a Krím politikai státuszáról
A 2014-es népszavazás a Krím politikai státuszáról egy 2014. március 16-án tartott népszavazás volt a Krími Autonóm Köztársaság és Szevasztopol – területi jogú város – területén. Két lehetőség közül lehetett választani: az Oroszországi Föderációhoz való csatlakozás vagy az 1992-es krími alkotmány visszaállítása – maradás Ukrajna részeként jelentős szuverenitással.
A válaszlehetőségek közül egyik sem irányult a status quo fenntartására. Az 1992-es alkotmány nagyobb hatáskört adott volna a krími parlament kezébe, beleértve a teljes szuverenitást és kapcsolatfelvételt más államokkal. Ezt a válaszlehetőséget sok nyugati és ukrán újságíró úgy értelmezte, hogy egy de facto leszakadás az ukrán anyaországról.
A krími és szevasztopoli vezetés illegitimnek tekintette Viktor Janukovics ukrán elnök eltávolítását a hatalomból, a 2014-es ukrán forradalmat puccsnak tekintették, így az ideiglenes ukrán kormány sem volt legitim a szemükben. A népszavazás – érvelésük szerint – erre a szituációra adott megoldási lehetőséget a krími lakosok számára; a fő kérdés, hogy mit akarnak a jövőben.
A referendumot a legtöbb nyugati ország érvénytelennek tekinti, így az Európai Unió tagállamai – köztük Magyarország –, valamint az Amerikai Egyesült Államok és Kanada is. Ennek a fő okaként azt nevezték meg, hogy a népszavazás lefolytatása közben az orosz katonák megszállták a területet, ezzel befolyásolva a végeredményt.
Másrészt a népszavazás eredménye ellentétes a nyugati nagyhatalmak azon törekvésével, hogy minél jobban csökkentsék Oroszország katonai és gazdasági befolyási szféráját. Szevasztopolban található ugyanis az orosz fekete-tengeri flotta központi bázisa, és Ukrajna egy esetleges NATO-csatlakozás reményében 2017-ben akár fel is mondhatta volna a bázis bérleti szerződését. A terület szárazföldi és tengeralatti ásványkincsei jelentős bevételt hozhatnak Oroszországnak a jövőben.
Harmadrészt az eset Koszovó USA által kiharcolt Szerbiától való elszakadása után újabb precedenst teremt a II. világháború utáni, nagyhatalmak által meghúzott államhatároknak egy központi kormányzat szándékai ellenére bekövetkező módosítására, a népek önrendelkezésének az állami szuverenitás elé helyezésére.
Az Egyesült Nemzetek Szervezete Biztonsági Tanácsának tizenhárom tagja megszavazta a népszavazás érvénytelenítését, de Oroszország élt vétójogával; az oroszokkal mintegy szövetséges Kína tartózkodott. A nem kötelező erejű ENSZ-közgyűlés később elfogadta a döntést 100:11 arányban, 58 tartózkodás mellett. Kimondták, hogy a népszavazás érvénytelen, ezzel párhuzamosan megerősítették Ukrajna területi integritását.
A hivatalos eredmény szerint a Krími Autonóm Köztársaság területén 96,77% szavazta meg a csatlakozást Oroszországhoz 83,10%-os részvételi arány mellett. Andrey Illarionov, az orosz kormány egykori tanácsadója szerint a népszavazás eredménye egy durván manipulált hamisítás, ugyanis az elmúlt 3 évben készült ukrán közvélemény-kutatások szerint a krími lakosság 34%-a támogatta a csatlakozást, így az eredmény cinikusan torz.  Ennek ellentmondanak az ENSZ Fejlesztési Programja által 2009 és 2011 között végzett felmérések, melyek szerint a lakosság körülbelül kétharmada támogatná az Oroszországhoz való csatlakozást.
A népszavazást követően a Krím kikiáltotta elszakadását Ukrajnától, kérvényezte az ENSZ általi elismerést és felvételét az Oroszországi Föderációba. Még ugyanezen a napon Oroszország elismerte Krímet mint szuverén államot, továbbá felvette tagállamként. Jelenleg a Krím de facto Oroszországhoz tartozik.

## Háttér

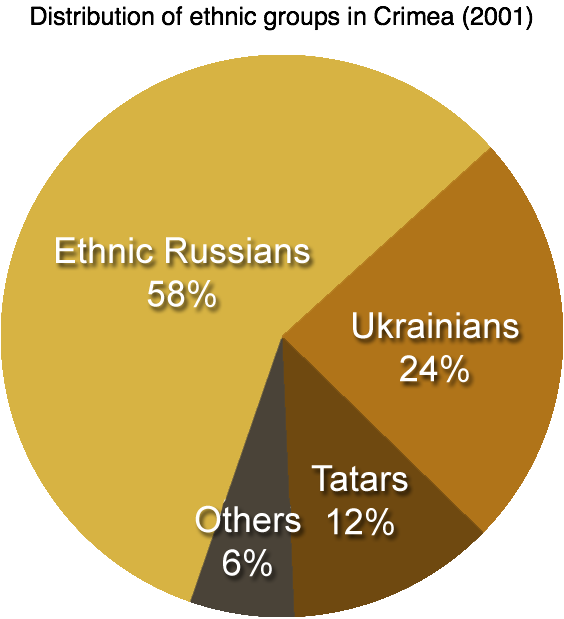
A Krím etnikai megoszlása (Szevasztopol nélkül) a 2001-es népszámlálási adatok alapján.

A 2001-es ukrajnai népszámlálás eredményei szerint a Krími Autonóm Köztársaság területén élő népesség 58,3%-a orosz, 24,3% ukrán és 12,0% krími tatár nemzetiségű. Szevasztopolban ez az arány 71,6%, 22,4% és 0,5%. A Krímen élő népesség 77%-a, a Szevasztopolban élők 94%-a orosz ajkú.
Krím és Szevasztopol a Krím félszigeten fekszik, mely terület nagy történelmi múltra tekint vissza. Jelenleg túlnyomó többségben orosz ajkúak lakják, de ennek a demográfiai jelenségnek egy radikális kitelepítési hullám az oka. Mintegy 70 évvel ezelőtt a tatár többséget deportálta az orosz vezetés, majd helyükre ukrán és orosz lakosok érkeztek.

### Történelme
A Szovjetunió fennhatósága alatt az Oroszországi Szovjet Szövetségi Szocialista Köztársaság részét képezte a terület, egészen 1954-ig; ekkor került át – a Szovjetunión belül – az Ukrán SZSZK közigazgatása alá. A Szovjetunió felbomlásakor a Krím Ukrajna része maradt, egészen 1991-ig, amikor egy népszavazás keretében elnyerte önállóságát. Létrehozták az 1992-es alkotmányt, melyet az ukrán parlament, a Legfelsőbb Tanács nem sokkal később eltörölt. 1998-ban a terület új alkotmányt kapott, részleges autonómiával és vétójoggal az ukrán parlament döntéseivel szemben.
Szevasztopol városa és környéke az orosz fekete-tengeri flotta központi bázisa volt.

## Fordítás
- Ez a szócikk részben vagy egészben  a   Crimean status referendum, 2014 című angol Wikipédia-szócikk ezen változatának fordításán alapul.  Az eredeti cikk szerkesztőit annak laptörténete sorolja fel. Ez a jelzés csupán a megfogalmazás eredetét és a szerzői jogokat jelzi, nem szolgál a cikkben szereplő információk forrásmegjelöléseként.